# Bran
Bran (deutsch Törzburg, ungarisch Törcsvár) ist eine Gemeinde im Kreis Brașov in der Region Siebenbürgen in Rumänien.

## Geographische Lage

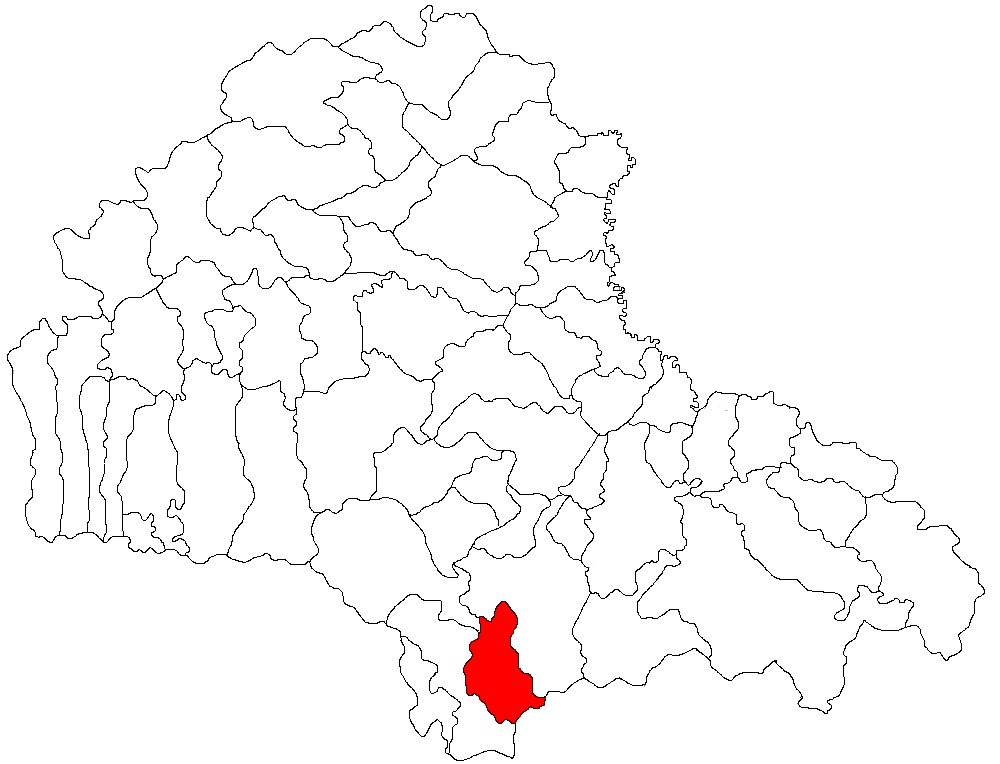
Lage der Gemeinde Bran im Kreis Brașov

Die Gemeinde Bran liegt im Südosten des Siebenbürgischen Beckens, östlich vom Piatra-Craiului-Gebirge (Königsstein) und westlich vom Bucegi-Gebirge (Butschetsch-Gebirge). Der Ort Bran befindet sich an der Mündung des Baches Șimon in den Turcu und am Drum național 73 – ein Teilabschnitt der Europastraße 574 – etwa 12 Kilometer von der Kleinstadt Râșnov (Rosenau) und 30 Kilometer südwestlich von der Kreishauptstadt Brașov (Kronstadt) entfernt. Der Ort wurde durch sein Schloss, das oberhalb der Ortschaft liegt, bekannt. Von hier führt der Bran-Pass aus dem Südosten Siebenbürgens in die historische Region Große Walachei.

## Geschichte
Der Ort Bran wurde 1377 erstmals urkundlich erwähnt. In einer Höhle, von den Einheimischen bei Valea Coacăzei genannt, wurden nach Angaben von Alfred Prox jedoch archäologische Funde, die in die Frühbronzezeit deuten, gemacht.
Im Königreich Ungarn gehörte die heutige Gemeinde dem Stuhlbezirk Törcsvár in der Gespanschaft Fogarasch, anschließend dem historischen Kreis Brașov und ab 1950 dem heutigen Kreis Brașov an.

## Bevölkerung
| 1850 | 3896 | 3751 | 35 | 34 | 76             |
| 1930 | 4737 | 4628 | 52 | 32 | 25             |
| 1977 | 6029 | 5971 | 40 | 11 | 7              |
| 2002 | 5292 | 5281 | 5  | 2  | 4              |
| 2011 | 5181 | 4820 | 10 | 3  | 348 (13 Roma)  |
| 2021 | 4866 | 3784 | 4  | 4  | 1074 (16 Roma) |

Seit 1850 wurde auf dem Gebiet der heutigen Gemeinde die höchste Einwohnerzahl 1977 ermittelt. 1977 markiert auch die bisher höchste absolute Zahl der ethnischen Rumänen. Die höchste Bevölkerungszahl der Magyaren (98) wurde 1910, die der Rumäniendeutschen (69) 1880 und die der Roma (76) wurde 1850 registriert.

## Sehenswürdigkeiten
- Das Schloss Bran (Törzburg) liegt hoch auf einem steilen Felsen über der Schlucht und der Straße, die Siebenbürgen mit der Walachei verbindet. Die erste Burg wurde im frühen 13. Jahrhundert aus Holz gebaut.[7] Die heutige Anlage, dessen Bau 1377 beschlossen worden war, wurde unter Ceausescu zu einer Touristenattraktion ausgebaut.[8] Das Schloss ähnelt dem in Bram Stokers Dracula beschriebenen Schloss des Vampirfürsten. Das historische Vorbild Draculas, der walachische Fürst Vlad III. Drăculea, hat es jedoch wahrscheinlich nie betreten. Das Anwesen steht unter Denkmalschutz.[9]
- Das Dorfmuseum Muzeul Național Bran, wurde im 16. Jahrhundert errichtet, im 19. Jahrhundert erneuert und gehörte bis 1918  der österreichisch-ungarischen Zollverwaltung. Das heutige Museum wurde 1957 unter der Bezeichnung Secția Etnografică Bran eröffnet. Aufgrund erhöhter Unkosten und der Rückgabe des Anwesens an die Eigentümer, sollte das Museum 2017 geschlossen werden,[10] dessen Betreiben wurde bis zum 25. Mai 2018 verlängert.[11] Das Anwesen steht unter Denkmalschutz.[9]

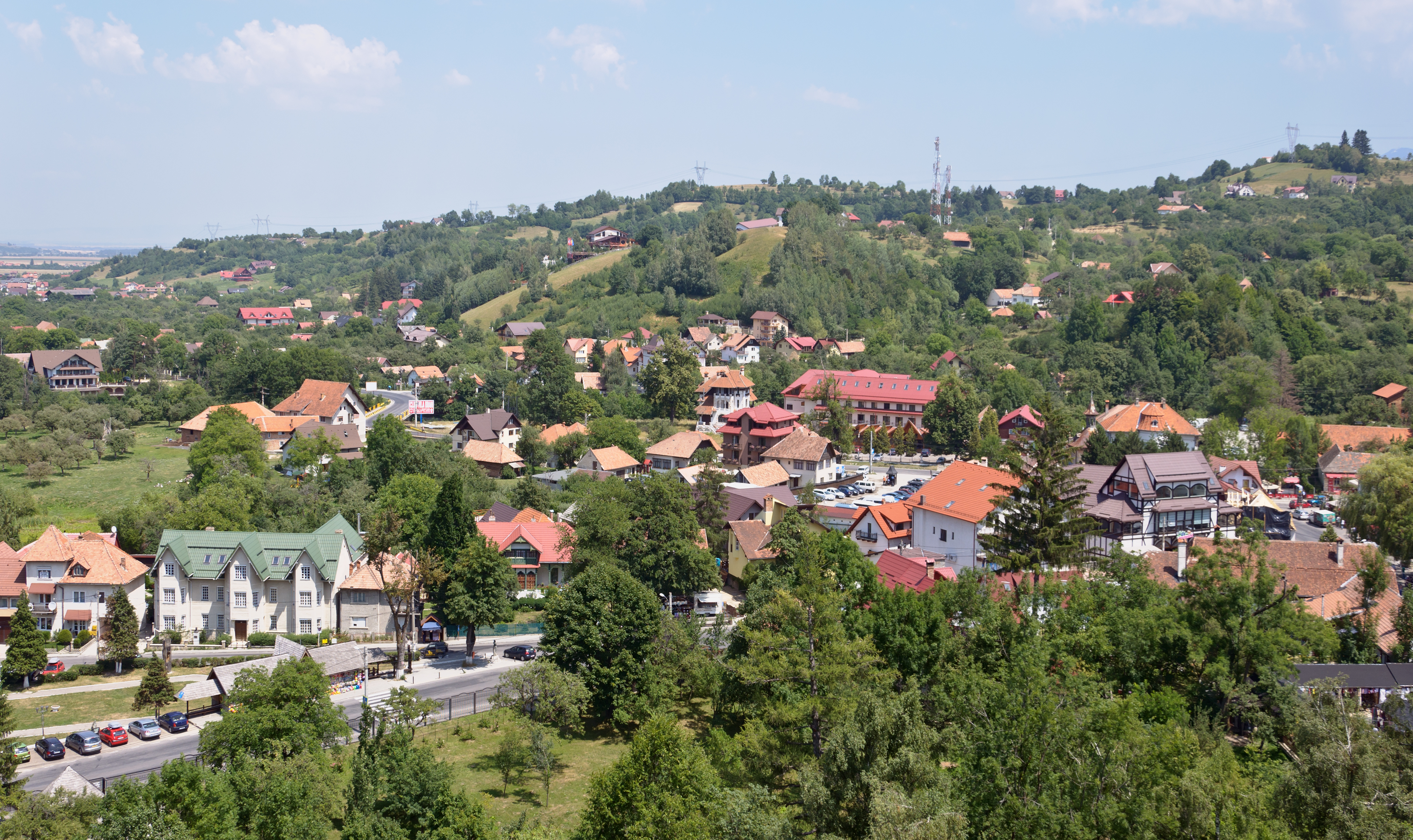
Blick auf Bran
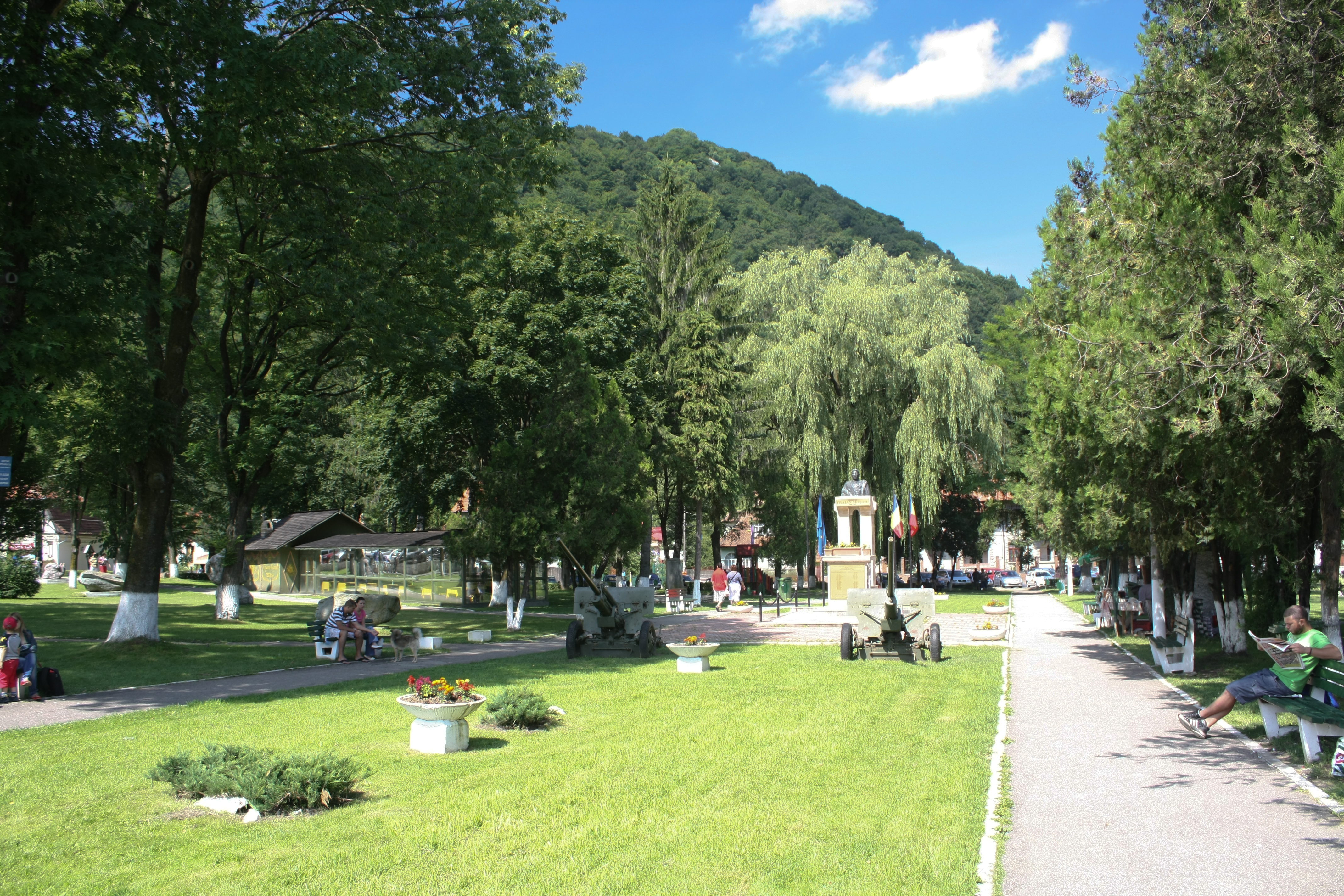
Denkmal für General Traian Moșoiu in Bran
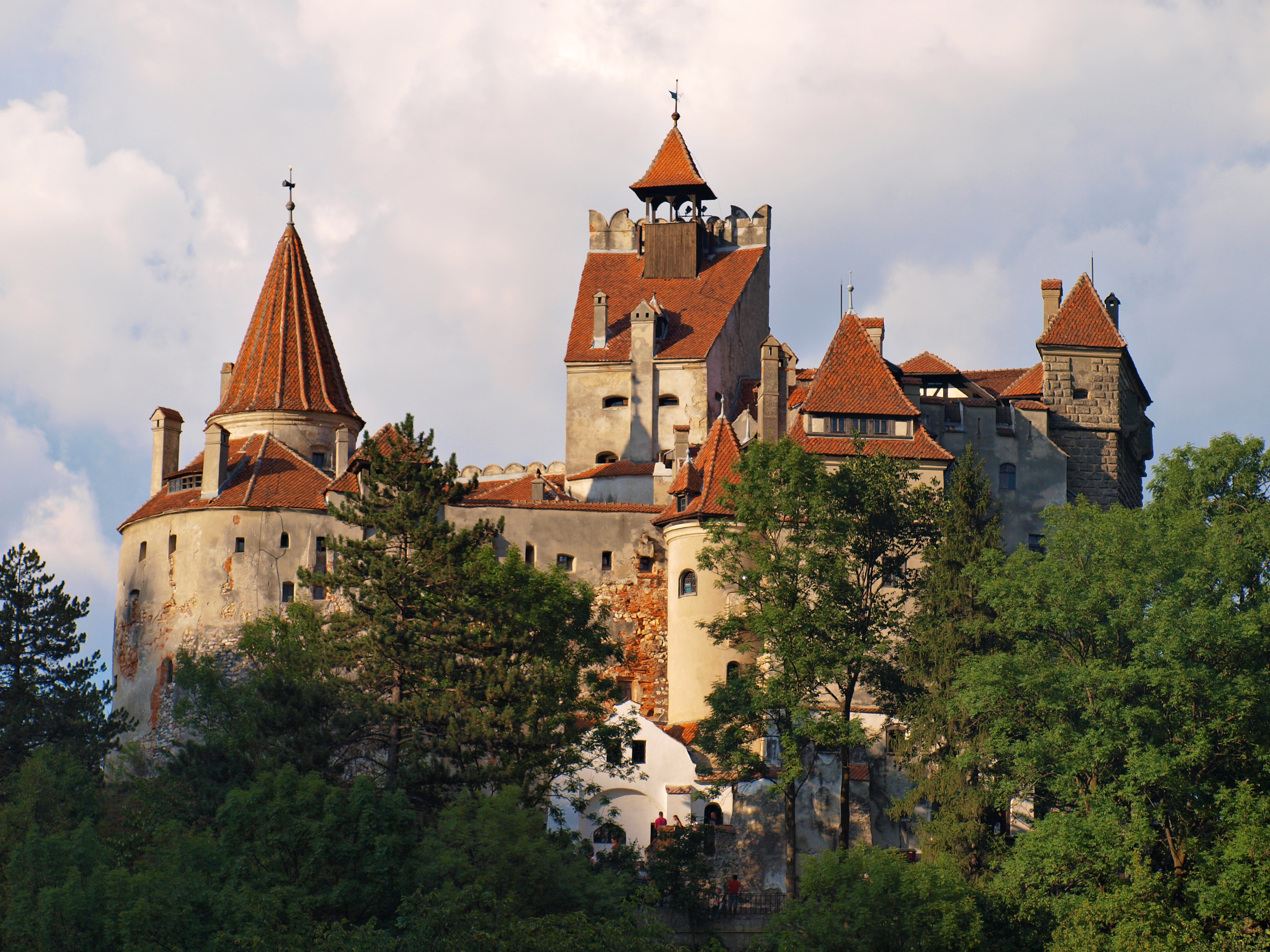
Schloss Bran (Die Törzburg)